# متلازمة غيلان باريه
متلازمة غيلان باريه (أو متلازمة غيَّان باريه)(1) هي ضعفٌ عضليٌ سريعُ الظهور يحدث نتيجةٍ لضررٍ في الجهاز العصبي المُحيطي يُسببه الجهاز المناعي. تتضمن الأعراض الأوليةُ عادةً تغيراتٍ في الإحساس أو الألم مع ضعفٍ في العضلات، بدءًا من القدمين واليدين، وغالبًا ما تمتدُ نحو الذراعين والجزء العلوي من الجسم، وتكون الإصابةُ في كلا الجانبين. قد تتفاقم الأعراضُ خلال ساعاتٍ إلى عدة أسابيع. يُشكل المرض في مرحلته الحادة خطرًا على حياة المُصاب، حيثُ يحدُثُ ضعفٌ في عضلات التنفس في حوالي 15% من الأشخاص، ولذلك يحتاجون إلى تهويةٍ ميكانيكية. تحدثُ لدى بعض المُصابين تغيراتٌ في وظيفة الجهاز العصبي الذاتي، والتي قد تؤدي إلى شذوذاتٍ خطيرةٍ في معدل ضربات القلب وضغط الدم.
يُعتبر سبب حدوث متلازمة غيلان باريه مجهولًا، إلا أنَّ الآلية الكامنة للمتلازمةِ تتضمنُ اضطرابًا مناعيًا ذاتيًا، حيثُ يُهاجم الجهازُ المناعي للجسم عن طريق الخطأ الأعصابَ الطرفيةَ ويُتلف عزل الميالين. يُحَفَزُ حدوث هذا الخلل الوظيفي المناعي أحيانًا بسبب عدوًى ما، أو بسبب جراحةٍ مُعينة وهو أقل شيوعًا، أو نادرًا بسبب تلقيحٍ طبي. يعتمدُ تشخيص متلازمة غيلان باريه عادةً على الأعراض والعلامات، عبر استبعاد الأسباب الأُخرى لها، ويُدعّم التشخيص باختباراتٍ مثل دراسات توصيل العصب وفحص السائل الدماغي الشوكي. تُوجد عدةُ أنواعٍ فرعيةٍ للمتلازمة، وذلك اعتمادًا على مناطق الضعف، ونتائج دراسات توصيل العصب، ووجود أجسامٍ مُضادةٍ مُعينة. تُصنف متلازمة غيلان باريه على أنها اعتلالُ أعصابٍ مُتعدد حاد.
يُؤدي العلاجُ المُستعجل بالغلوبيولين المناعي وريديًا أو استخراج البلازما، بالإضافة إلى الرعاية الداعمة بمعالجة الأعراض، إلى شفاءٍ جيدٍ في معظم الأشخاص الذين يُعانون من ضعفٍ شديد. قد يستغرق الشفاء عدة أسابيعٍ إلى سنواتٍ، مع حدوث ضعفٍ دائمٍ في حوالي ثلث الحالات. تحدث الوفاة في حوالي 7.5% من المصابين على مستوى العالم. تُعد متلازمة غيلان باريه نادرةً، حيثُ تحدثُ حالةٌ واحدةٌ أو حالتين لكل 100,000 شخصٍ سنويًا. يكون حدوث المرض متساويًا في الجنسين، كما أنَّ مُعدل حدوث المرض متشابهٌ في جميع أنحاء العالم. سميت المتلازمة نسبةً لأطباء الأعصاب الفرنسيين جورج غيلان وجان ألكسندر باريه، اللذين وصفا الحالة عام 1916 بالتعاون مع الطبيب الفرنسي أندريه ستروهل.

## الأعراض والعلامات
تبدأ مُتلازمة غيلان باريه عند ظهور الأعراض الأولية والتي تتضمنُ تنملًا ونخزًا وألمًا، وقد تكون هذه الأعراض مُنفردةً أو مع بعضها. ثم تُتبع الأعراض الأولية، بضعفٍ في الساقين والذراعين متساوٍ في كلا الجانبين، ويتفاقم مع مرور الوقت. قد يصلُ الضعف إلى أقصى شدةٍ لهُ خلال نصف يومٍ أو أسبوعين على الأكثر، وبعدها يُصبح ثابتًا. ولكن قد يستمر تفاقم الضعف لمدةٍ تصل إلى أربعة أسابيع، ويحدث هذا في شخصٍ من بين كل خمسة أشخاص. قد تتأثر أيضًا عضلات الرقبة، وتتأثر الأعصاب القحفية التي تُعصب الرأس والوجه في حوالي نصف الأشخاص، مما يؤدي إلى ضعفٍ في عضلات الوجه، وصعوباتٍ في البلع، وأحيانًا ضعف في عضلات العين. يكون الضعف مقتصرًا على الساقين (شلل أو خزل سفلي) في 8% فقط من المُصابين. يعتبر تأثر العضلات المُتحكمة بالمثانة والشرج أمرًا غير معتادٍ. يكون حوالي ثلث المصابين بمتلازمة غيلان باريه قادرين على المشي بشكلٍ عام. عند تُوقف تفاقم الضعف الحاصل، فإنه يستمر بشكلٍ ثابتٍ قبل حدوث التحسن، وقد تستغرق مرحلة الثبات ما بين يومين إلى ستة أشهرٍ، ولكن عادةً ما تستغرق أسبوعًا واحدًا. تؤثر الأعراض المُرتبطة بالألم على أكثر من نصف المُصابين، وتتضمن ألمًا في الظهر، ونخزًا مؤلمًا، وألمًا في العضلات، وألمًا في الرأس والعنق والذي يرتبط بتهيجٍ في بطانة الدماغ.
يُعاني العديد من المصابين بمتلازمة غيلان باريه من علاماتِ وأعراضِ الإصابة بعدوىً في فترة 3-6 أسابيع قبل ظهور الأعراض العصبية، وقد تتضمن عدوى الجهاز التنفسي العلوي (التهاب الأنف والحلق) أو الإسهال. قد يكون التشخيص صعبًا في الأطفال، خاصةً الذين تقل أعمارهم عن ست سنواتٍ، وغالبًا ما يكون التشخيص خاطئًا في البداية (أحيانًا حتى أسبوعين) نتيجةً للأسباب الأخرى للألم وصعوبة المشي، والتي تشمل العداوى الفيروسية، أو اضطرابات العظام والمفاصل.
تُوجد سماتٌ مميزةٌ لمتلازمة غيلان باريه أثناء الفحص العصبي، وتتضمن انخفاض قوة العضلات، وانخفاض أو اختفاء منعكسات الأوتار (ضعف أو فقدُ المُنعكسات)، إلا أنَّ نسبةً قليلةً يكون لديهم منعكساتٌ طبيعيةٌ في الأطراف المُتأثرة قبل حدوث فقد المُنعكسات، كما أنَّ بعضهم قد يكون لديهم فرطٌ في المنعكسات. تظهرُ ثلاثيةٌ من السمات في متلازمة ميلر فيشر (نوعٌ فرعي من متلازمة غيلان باريه)، وهي ضعفٌ في عضلات العين واضطراباتٌ في التنسيق وفقدٌ للمنعكسات. عادةً لا يتأثر مستوى الوعي في متلازمة غيلان باريه، ولكنَّ قد يحدثُ نعاسٌ أو وَسَنٌ أو غيبوبةٌ في نوع التهاب جذع الدماغ لبيكرستاف.

### الفشل التنفسي
يُعاني ربع المُصابين بمتلازمة غيلان باريه من ضعفٍ في عضلات التنفس، مما يؤدي إلى فشلٍ تنفسي، أي عدمُ القدرة على التنفس بشكل كافٍ للحفاظ على مستوياتٍ صحيةٍ من الأكسجين و/أو ثاني أكسيد الكربون في الدم. تكون هذه الحالة مهددةً لحياة الشخص، وتتعقدُ بسبب مشاكل طبيةٍ أُخرى مثل الالتهاب الرئوي، والالتهابات الشديدة، وتخثرات الدم في الرئتين، ونزيفٍ في الجهاز الهضمي في حوالي 60% من الأفراد الذين يحتاجون إلى تهويةٍ اصطناعية.

### خلل الوظائف الذاتية
يتأثرُ الجهاز العصبي الذاتي أو اللاإرادي في ثُلثي المصابين بالمتلازمة بشكلٍ مُتفاوت، ويُعد الجهاز العصبي الذاتي مساهمًا في التحكم في وظائف الجسم مثل معدل ضربات القلب وضغط الدم. قد يُعاني 20% من تقلباتٍ شديدةٍ في ضغط الدم مع عدم انتظام ضربات القلب، وقد تصل أحيانًا إلى توقف ضربات القلب، وبالتالي يحتاج الشخص إلى علاجٍ يعتمد على جهاز تنظيم ضربات القلب. تحدث أيضًا مشاكلٌ أُخرى مُصاحبة، وتشملُ تعرقًا وتغيراتٍ في استجابة الحدقتين. يُمكن أنَّ يتأثر الجهاز العصبي الذاتي في المُصابين الذين ليس لديهم ضعفٌ عضليٌ شديد.

## الأسباب

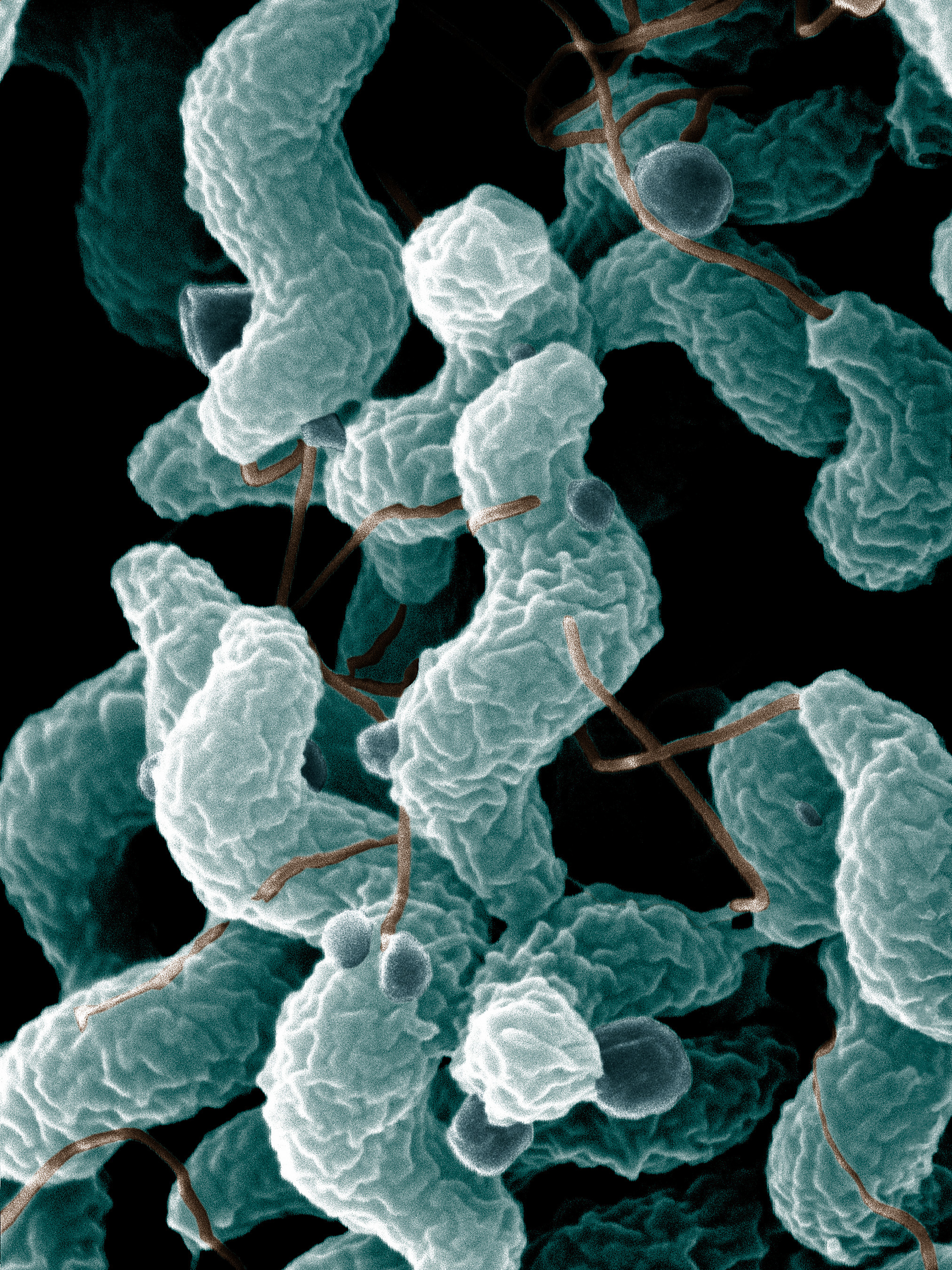
صورةٌ بالمجهر الإلكتروني الماسح لبكتيريا العَطيفَة الصائمية، التي تُحفز حدوث 30% من حالات متلازمة غيلان باريه

يُعاني ثلثا الأشخاص المُصابين بمتلازمة غيلان باريه من عدوى قبل ظهور أعراض المتلازمة لديهم، ومن أكثرها شيوعًا نوبات التهاب المعدة والأمعاء أو عدوى الجهاز التنفسي. ويُمكن في كثيرٍ من الحالات تأكيد طبيعة العدوى. تُعزى حوالي 30% من الحالات إلى بكتيريا العَطيفَة الصائمية (الاسم العلمي: Campylobacter jejuni) التي تُسبب الإسهال. كما تُعزى 10% من الحالات الأخرى إلى الفيروس المضخم للخلايا البشرية (الاسم العلمي: Human cytomegalovirus). لكن على الرغم من هذا، إلا أنَّ عددًا قليلًا جدًا من الأشخاص المُصابين بعدوى العَطيفَة أو الفيروس المضخم للخلايا يُصابون بمتلازمة غيلان باريه (العَطيفَة: 0.25-0.65 لكل 1000 نوبة، المُضخم للخلايا: 0.6-2.2 لكل 1000 نوبة). قد يُحدد خطر الإصابة بالمتلازمة اعتمادًا على سلالة العَطيفة المؤثرة على الشخص، حيث تحتوي الأشكال المختلفة من البكتيريا على عديدات سكاريد شحمية مُختلفة على سطحها، وقد يُسبب بعضها المرض أما البعض الآخر لن يُسبب ذلك.
يُعد ارتباط متلازمة غيلان باريه مع العداوى الأُخرى غير مؤكدٍ، حيث ترتبط المتلازمة بنوعين آخرين من فيروسات الهربس (فيروس إبشتاين-بار وفيروس جدري الماء النطاقي)، بالإضافة إلى بكتيريا المفطورة الرئوية. كما ترتبط العدوى الفيروسية المدارية بحمى الضنك وفيروس زيكا مع نوباتٍ من متلازمة غيلان باريه. وُجد أنَّ العدوى السابقة بفيروس التهاب الكبد الوبائي إي تكون أكثر شيوعًا لدى الأشخاص الذين يعانون من متلازمة غيلان باريه.
قد تحدث بعض الحالات بسبب فيروس الإنفلونزا وأحيانًا لقاح الإنفلونزا، حيث كانت قد حصلت زيادةٌ في معدل الإصابة بالمتلازمة بعد التلقيح ضد الإنفلونزا أثناء تفشي إنفلونزا الخنازير 1976، حيث حصلت المضاعفات في 8.8 حالة لكل مليون مُتلقٍ للتقليح (أي 0.0088 لكل 1000). منذ ذلك الوقت، أظهرت المتابعة الدقيقة للحالات التي تُعزى إلى التلقيح أنَّ الإنفلونزا نفسها قد تُحفز حدوث متلازمة غيلان باريه. كما لُوحظت زيادةٌ طفيفةٌ في الإصابة في حملات التلقيح اللاحقة، ولكن بنسبةٍ أقل. لم يسبب لقاح وباء الإنفلونزا لعام 2009 (ضد فيروس إنفلونزا الخنازير الوبائي H1N1/PDM09) زيادةً كبيرةً في الحالات. ويُعتقد أنَّ فوائد التلقيح في الوقاية من الإنفلونزا تفوق المخاطر الطفيفة لحدوث متلازمة غيلان باريه بعد التلقيح. ولكن في الواقع، تُعد عدوى الإنفلونزا الطبيعية عامل خطرٍ أقوى لحدوث متلازمة غيلان باريه من التلقيح ضد الإنفلونزا، كما أنَّ التلقيح يُقلل عمومًا من خطر الإصابة بالمتلازمة عن طريق تقليل خطر الإصابة بالإنفلونزا. وحتى الأشخاص الذين عانوا سابقًا من متلازمة غيلان باريه يُمكنهم تلقي اللقاح بشكلٍ آمنٍ في المستقبل. وعلى الرغم من هذا، إلا أنه في الولايات المتحدة تُدرج متلازمة غيلان باريه التي تحدث بعد التلقيح ضد الإنفلونزا الموسمية على جدول الحكومة الفيدرالية لإصابات اللقاح وقد يكون التعويض متاحًا عبر البرنامج الوطني للتعويض عن إصابات اللقاح. لا يُوجد ارتباطٌ بين اللقاحات الأخرى، مثل لقاح شلل الأطفال أو الكزاز أو الحصبة، مع خطر الإصابة بمتلازمة غيلان باريه.
حصل تفشٍ لمتلازمة غيلان باريه في البيرو عام 2018، كما أُعلنت حالة الطوارئ آنذاك، وظهر ارتباطهُ بالفيروس المعوي. وُثقت حالاتٌ لارتباط المتلازمة مع مرض فيروس كورونا 2019 (كوفيد-19)، وأنه قد يكون من المضاعفات العصبية المُحتملة للعدوى.

## آلية الحدوث

تلفُ العصبون في متلازمة غيلان باريه

يحدث الخلل الوظيفي العصبي في متلازمة غيلان باريه نتيجةً لهجومٍ مناعيٍ على الخلايا العصبية للجهاز العصبي المحيطي وهياكلها الداعمة. تمتلك الخلايا العصبية جسمًا في الحبل الشوكي ومحورًا طويلًا يحملُ النبضات العصبية الكهربائية إلى الموصل العصبي العضلي حيث تُنقل النبضات إلى العضلات. تُحاط المحاور العصبية بغلافٍ من خلايا شوان، والتي تحتوي على الميالين، كما تُوجد فجواتٌ (عقد رانفييه) بين خلايا شوان، حيثُ يكون فيها المحور مكشوفًا. تتميزُ الأشكال المختلفة من متلازمة غيلان باريه بأنواعٍ مختلفةٍ من الهجمات المناعية، حيثُ يتميز النوع المزيل للميالين بحدوث تلفٍ في غمد الميالين بواسطة خلايا الدم البيضاء (الخلايا الليمفاوية التائية والخلايا البلعمية الكبيرة)، وتُسبق هذه العملية بتنشيط مجموعةٍ من بروتينات الدم تُعرف باسم المتممات. أما النوع المحوري فيحدث بواسطة الأجسام المضادة للغلوبيولين المناعي ج والمتممات، حيثُ تهاجم غشاء الخلية الذي يُغطي المحور دون تدخلٍ مباشرٍ من الخلايا الليمفاوية.
وُثقت أجسامٌ مضادةٌ مختلفةٌ موجهةٌ إلى الخلايا العصبية في متلازمة غيلان باريه. ثبت في النوع المحوري أنَّ هذه الأجسام المضادة مرتبطةٌ بالغانغليوزيدات، وهي مجموعةٌ من المواد تتواجد في الأعصاب الطرفية، ويُعد الغانغليوزيد جزيئًا يتكون من سيراميد مرتبطٌ بمجموعةٍ صغيرةٍ من السكريات من نوع هكسوز، كما يحتوي على أعدادٍ مختلفةٍ من مجموعات N-أستيل حمض النيورأمينيك. وُصفت الأجسام المضادة لمضادات أربعةِ غانغليوزيدات رئيسيةٍ وهي GM1 وGD1a وGT1a وGQ1b. تمتلك بعض الأجسام المضادة لمضاد الغانغليوزيد سماتٍ خاصةٍ، فمثلًا، ترتبط الأجسام المضادة لGQ1b مع متلازمة ميلر فيشر (نوعٌ فرعيٌ من متلازمة غيلان باريه) ومع أشكالٍ مرتبطةٍ تتضمن التهاب جذع الدماغ لبيكرستاف. قد يكونُ إنتاجُ هذه الأجسام المُضادة بعد العدوى ناتجًا عن محاكاةٍ جزيئية، حيث يتفاعل الجهاز المناعي مع المواد الميكروبية، ولكنَّ الأجسام المضادة الناتجة تتفاعل أيضًا مع المواد التي تتكون طبيعيًا في الجسم. بعد العدوى ببكتيريا العَطيفة، يُنتج الجسم أجسامًا مضادة من فئة الغلوبيولين المناعي أ (IgA)، وهناك نسبةٌ قليلةٌ من الأشخاص تنتج لديهم أيضًا الأجسام المضادة من فئة الغلوبيولين المناعي ج (IgG) ضد مواد جدار خلية المادة البكتيرية (مثل عديدات السكاريد الشحمي) والتي تتفاعلُ مع غانغليوزيدات الخلايا العصبية البشرية. من غير المعروف حاليًا كيف تُفلت هذه العملية من التحمل المناعي المركزي للغانغليوزيدات، والتي تهدف إلى كبت إنتاج الأجسام المضادة ضد مواد الجسم نفسها. لا تُسبب جميع الأجسام المضادة لمضادات الغانغليوزيد المرض، وقد اقترح مؤخرًا أنَّ بعض الأجسام المضادة ترتبط بأكثر من نوعٍ واحد من الحاتمة في نفس الوقت (ارتباطٌ غير متجانس) وهو الذي يُحدد الاستجابة. كما أنَّ تطوير الأجسام المضادة المسببة للأمراض قد يعتمدُ على وجود سلالاتٍ أُخرى من البكتيريا في الأمعاء.

## التشخيص
يعتمدُ تشخيص متلازمة غيلان باريه على وجود بعض العلامات، والتي تتضمن سرعة حدوث شلل العضلات، وغياب المُنعكسات، وغياب الحُمى، ووجود سببٍ محتملٍ للحالة. يُعد تحليل السائل الدماغي الشوكي (عبر بزلٍ شوكيٍ قطنيٍ ودراسات توصيل العصب) فحوصاتٍ داعمةٍ تُجرى عادةً للمُصاب. كما يُجرى عادةً فحص الأجسام المضادة لمضاد الغانغليوزيد، ولكنَّ دورها محدودٌ في التشخيص. أما فحوصات الدَم فتُجرى عمومًا لاستثناء الأسباب الأخرى المُحتملة للضعف، مثل نقص بوتاسيوم الدم. أما نقص صوديوم الدم فيحدثُ غالبًا في متلازمة غيلان باريه؛ ويُعزى ذلك إلى إفرازٍ غير ملائمٍ للهرمون المضاد لإدرار البول، مما يؤدي إلى احتباسٍ نسبيٍ للماء.
يستعمل التصوير بالرنين المغناطيسي للحبل الشوكي في العديد من الحالات، وذلك بهدف التمييز بين متلازمة غيلان باريه وغيرها من الحالات التي تسبب ضعفًا في الأطراف، مثل انضغاط الحبل الشوكي. إذا أظهر التصوير بالرنين المغناطيسي تباينًا ظاهرًا في جذور الأعصاب، فإنه يُعد مؤشرًا على متلازمة غيلان باريه. تظهر هذه السمة في 95% من حالات التصوير في الأطفال، لذلك تُعد غير خاصةٍ بمتلازمة غيلان باريه، وبالتالي يجب إجراء تأكيداتٍ أُخرى للتشخيص.

### السائل الشوكي

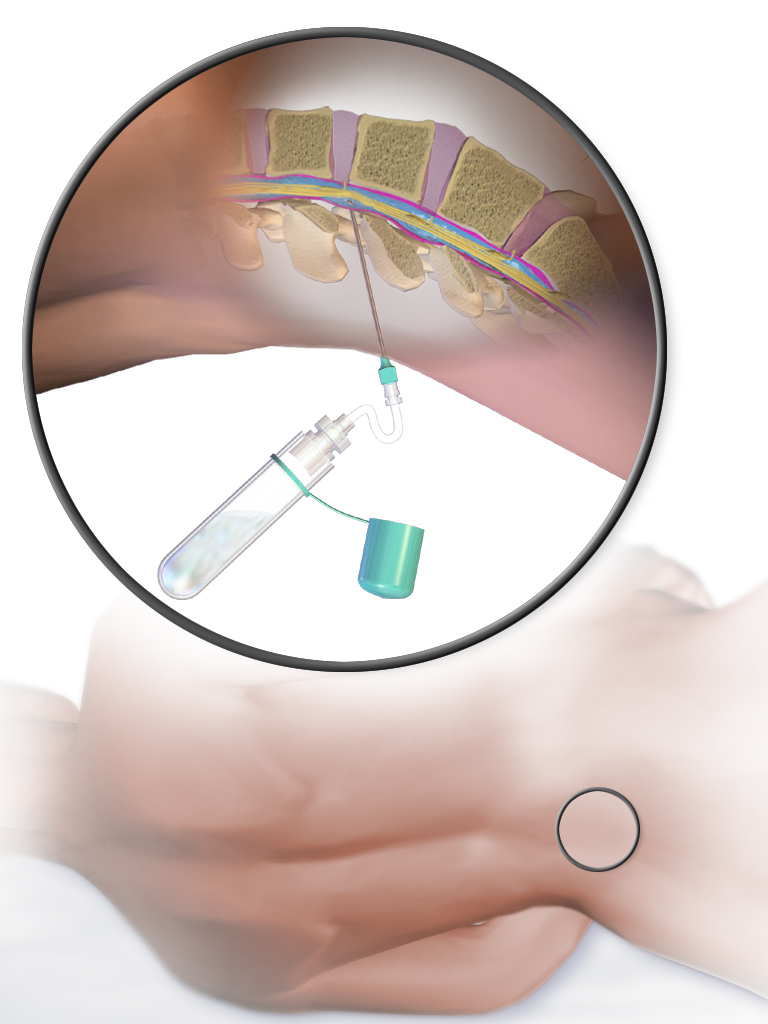
رسمٌ توضيحي للبزل القطني

يُحيط السائل الدماغي الشوكي بالدماغ والحبل الشوكي، ويُمكن الحصول على كميةٍ صغيرةٍ منه بالبزل القطني، وذلك بإدخال إبرةٍ بين الفقرات القطنية. يُظهر السائل الشوكي سماتٍ مميزةٍ في متلازمة غيلان باريه، وتتضمن ارتفاعًا في مستوى البروتين، حيثُ يكون عادةً أكبر من 0.55 غم/لتر، ويكون هُناك أقل من 10 خلايا دم بيضاء لكل مليمتر مُكعب من السائل (تفكك ألبوميني خلوي). يُعد هذا النمط مميزًا لمتلازمة غيلان باريه عن غيرها من الحالات الأُخرى (مثل اللمفوما وشلل الأطفال)، حيثُ يكون فيها كلٌ من البروتين وعدد الخلايا مرتفعًا. تكون مستويات بروتين السائل الدماغي الشوكي مرتفعةً في حوالي 50% من المرضى في الأيام الثلاثة الأولى بعد ظهور الضَعف، وتزداد إلى 80% بعد الأسبوع الأول.
لا يُنصح بتكرار البزل القطني أثناء فترة المرض، كما أنَّ مستويات البروتين قد ترتفع بعد إعطاء العلاج.

### الفيزيولوجيا العصبية
لا تُعد دراسات الفيزيولوجيا العصبية مطلوبةً للتشخيص. قد يُساعد التقييم المُباشر للتوصيل العصبي للنبضات الكهربائية إلى استبعاد الأسباب الأخرى لضعف العضلات الحاد، بالإضافة إلى تمييز الأنواع المُختلفة لمتلازمة غيلان باريه. قد يُجرى تخطيط كهربائية العضل (EMG) ودراسات توصيل العصب بالإبرة. وقد لا تُظهر هذه الفحوصات أي نتائج غير طبيعية في أول أسبوعين.
تُوجد معايير رسميةٌ لجميع الأنواع الفرعية الرئيسية لمتلازمة غيلان باريه، ولكنَّ هذه المعايير قد تُصنّف بعض الحالات بشكلٍ خاطئٍ (خاصةً عندما يكون فشلُ التوصيل العصبي قابلًا للانعكاس)، لذلك اقتُرحت تغييراتٌ لهذه المعايير. قد يكون تكرار الفحوصات مفيدًا أحيانًا.

### الأنواع الفرعية السريرية
حددتٌ أنواعٌ فرعيةٌ لمتلازمة غيلان باريه، ولكن على الرغم من هذا، إلا أنه يُعاني عددٌ من الأشخاص من أعراضٍ متداخلةٍ قد تجعل التصنيف صعبًا في الحالات الفردية. كما تُوجد أشكالٌ جزئيةٌ لجميع الأنواع. فمثلًا، يُعاني بعض الأشخاص من مشاكل منفردة فقط في حركة العين أو التنسيق، لذلك يُصنف أنه نوعٌ فرعيٌ من متلازمة ميلر فيشر مع أنماطٍ مشابهةٍ لنوع الأجسام المضادة لمضاد الغانغليوزيد.
| النوع                                                   | الاسم بالإنجليزية                                      | الأعراض                                                                                     | الأفراد المتأثرين | دراسات توصيل العصب                                                                | الأجسام المضادة لمضاد الغانغليوزيد  |
| ------------------------------------------------------- | ------------------------------------------------------ | ------------------------------------------------------------------------------------------- | --- | --------------------------------------------------------------------------------- | ----------------------------------- |
| الاعتلال العصبي المُتعدد الالتهابي الحاد المُزيل للميالين | Acute inflammatory demyelinating polyneuropathy (AIDP) | أعراضٌ حسية وضعفٌ في العضلات، يترافق عادةً مع ضعفٍ في عصبٍ قحفيٍ وتأثرٍ للجهاز العصبي الذاتي       | أكثر شيوعًا في أوروبا وأمريكا الشمالية                                                                                           | اعتلال عصبي متعدد مزيل للميالين                                                   | لا يوجد ارتباطٌ واضح                 |
| اعتلال عصبي محوري حركي حاد                              | Acute motor axonal neuropathy (AMAN)                   | ضعفٌ في العضلات دون أعراضٍ حسية في أقل من 10% من الحالات، كما أنه من غير الشائع تأثر عصبٍ قحفي | نادرً في أوروبا وأمريكا الشمالية، وتكون نسبةٌ كبيرةٌ (30-65%) في آسيا وأمريكا الوسطى والجنوبية، ويسمى أحيانًا بمتلازمة الشلل الصيني | اعتلال عصبي متعدد محوري، يكون جهد الفعل الحسي طبيعيًا                              | GM1a/b، GD1a، GalNac-GD1a           |
| اعتلال عصبي محوري حسي وحركي حاد                         | Acute motor and sensory axonal neuropathy (AMSAN)      | ضعفٌ شديدٌ في العضلات مشابهٌ للاعتلال العصبي المحوري الحركي الحاد، ولكن مع فقدٍ للإحساس         | - | اعتلال عصبي متعدد محوري، انخفاض أو فقدان جهد الفعل الحسي                          | GM1، GD1a                           |
| نوعٌ بلعومي عنقي عضدي                                    | Pharyngeal-cervical-brachial variant                   | يكون الضعفُ خصوصًا في عضلات الحلق والوجه والعُنق والكتف                                        | - | تكون طبيعيةً بشكلٍ عام، وأحيانًا يُوجد اعتلال عصبيٌ محوريٌ في الذراع                    | غالبًا GT1a، أحيانًا GQ1b، نادرًا GD1a |
| متلازمة ميلر فيشر                                       | Miller Fisher syndrome                                 | ترنحٌ، وضعفٌ في عضلات العين، وفقد المنعكسات، وغالبًا لا يكون هناك ضعفٌ في الأطراف               | يحدث هذا النوع بشكلٍ شائعٍ في الرجال أكثر من النساء (نسبة 2 إلى 1). وتحدث الحالات عادةً في الربيع، ويبلغ متوسط عمر المُصاب 43 عامًا. | تكون طبيعيةً بشكلٍ عام، ولكن أحيانًا تُكتشف تغيراتٌ منفصلةٌ في التوصيل الحسي أو منعكس H | GQ1b، GT1a                          |

تُوجد أساليبٌ تشخيصيةٌ أخرى والتي تتضمن غالبًا أنواع متلازمة غيلان باريه. فمثلًا يُعد التهاب جذع الدماغ لبيكرستاف جزءًا من مجموعةٍ من الحالات التي تُعتبر الآن من أشكال متلازمة ميلر فيشر (متلازمة الأجسام المضادة لمضاد GQ1b)،‏ بالإضافة إلى حالةٍ مرتبطةٍ تُسمى فرط النيمومة الرنحي الحاد (بالإنجليزية: Acute ataxic hypersomnolence)، حيث تحدث مشاكلٌ في التنسيق والنوم ولكن لا يُمكن تحديد ضعف العضلات. يتميز التهاب جذع الدماغ لبيكرستاف بحدوثٍ سريعٍ لشلل العين والترنح واضطراب الوعي، كما قد يترافق مع انخفاضٍ أو فقدانٍ في منعكسات الأوتار، بالإضافة إلى علامة بابنسكي. يكون مسار المرض عادةً أُحادي الطور، ولكن وُثقت حالاتٌ لنوباتٍ مُتكررة. أيضًا وُثقت شذوذات في التصوير بالرنين المغناطيسي لجذع الدماغ في 11% من الحالات.
يُعد تصنيف فقدان الإحساس الحاد المُفرد شكلًا من أشكال متلازمة غيلان باريه مسألةً خلافية، ويُعد أمرًا نادر الحدوث مُقارنة بمتلازمة غيلان باريه المُترافقة مع ضعفٍ بالعضلات دون وجود أعراضٍ حسية.

## العلاج

### المعالجة المناعية

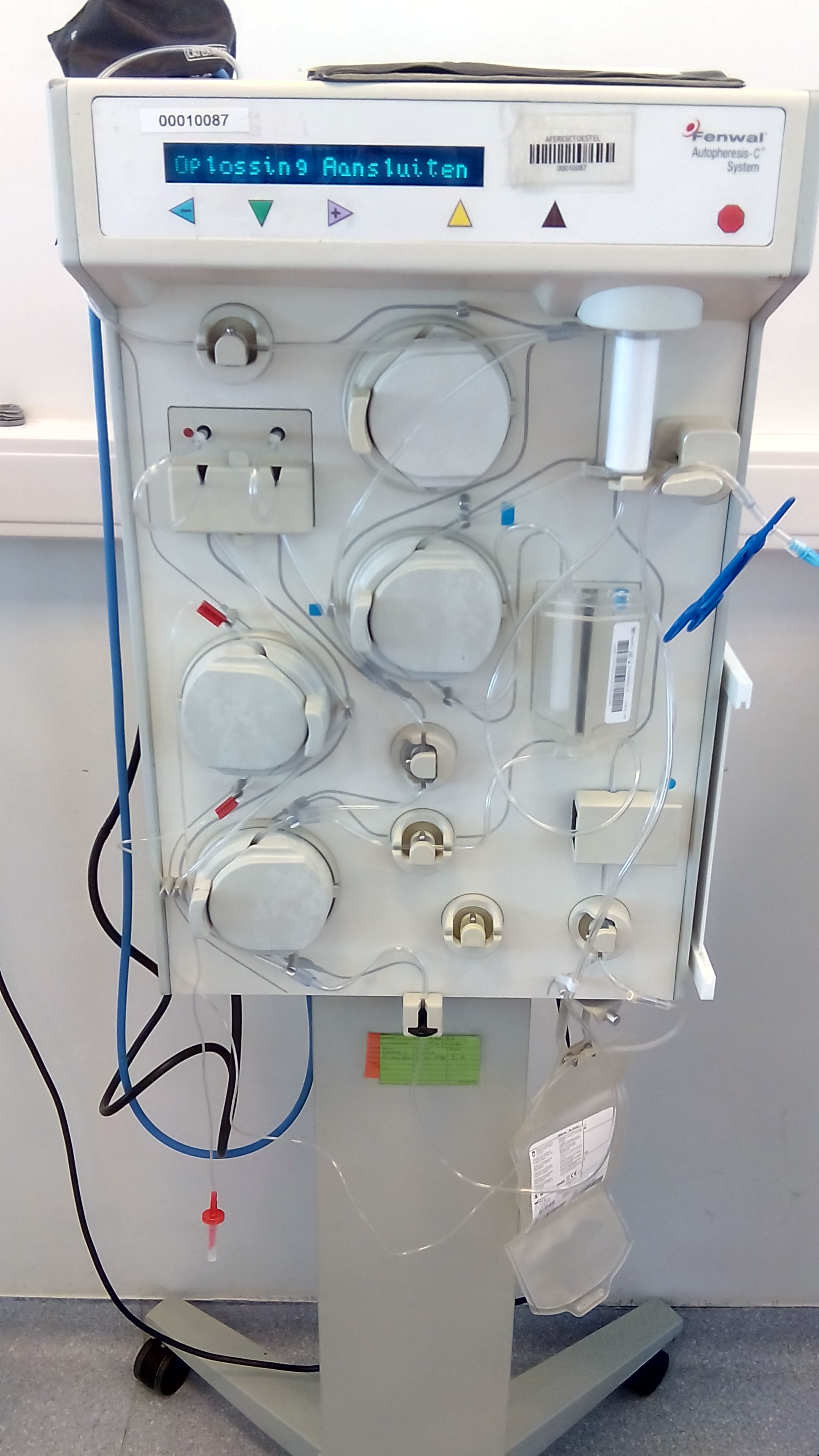
آلة استخراج البلازما

تُعد الغلوبيولينات المناعية الوريدية (IVIG) واستخراج البلازما العلاجات المناعية الأساسية لمتلازمة غيلان باريه. حيث يُساعد استخراج البلازما في تقليل هجمات الجسم على الجهاز العصبي عبر ترشيح الأجسام المضادة خارج مجرى الدم، كما أنَّ إعطاء الغلوبيولينات المناعية الوريدية يعملُ بشكلٍ مشابهٍ على مُعادلة الالتهابات والأجسام المُضادة المؤذية. يُعد كلا العلاجين فعالين بشكلٍ متساوٍ، ولكنَّ استعمالهما معًا لا يُشكل فارقًا عن استعمالهما بشكلٍ مُنفرد. يُساعد استخراج البلازما على تسريع الشفاء إذا استعمل خلال أربعة أسابيعٍ من ظهور الأعراض، وتعمل الغلوبيولينات المناعية الوريدية بنفس درجة تأثير استخراج البلازمات عند استعمالها خلال أسبوعين من ظهور الأعراض، وتكون مُضاعفاتها أقل. تستعمل الغلوبيولينات المناعية الوريدية عادةً في البداية؛ وذلك لأنها أكثر أمانًا وسهولةً، ولكن على الرغم من هذا، إلا أنها قد تسبب أحيانًا التهابًا كبديًا، وقد تؤدي في حالاتٍ نادرةٍ إلى فشلٍ كلوي. لا تُوجد أدلةٌ على أنَّ الهرمونات القشرية السكرية لوحدها تُساعد في تسريع الشفاء، كما أنها قد تؤدي إلى تأخيره.

### الفشل التنفسي
قد يتطلبُ الفشل التنفسي إجراء تنبيبٍ رغامي (تنبيبٍ للقصبة الهوائية)، بالإضافة إلى دعم التنفس عبر تهويةٍ ميكانيكية، ويُجرى هذا عمومًا في وحدة العناية المركزة. يُمكن توقع الحاجة إلى دعم التهوية عن طريق إجراء فحصين يعتمدان على قياس التنفس: السعة الحيوية القسرية (FVC) والقوة الشهيقية السلبية (NIF). إذا كانت قيمة السعة الحيوية القسرية أقل من 15 مل لكل كيلوغرام من وزن الجسم أو قيمة القوة الشهيقية السلبية أقل من 60 سنتيمتر ماء فإنها تُعد علاماتٍ على فشلٍ تنفسي شديد.

### الألم
يُعد الألم عرضًا شائعًا لدى الأشخاص المصابين بمتلازمة غيلان باريه، ولكن على الرغم من هذا، إلا أنَّ الدراسات التي تُقارن بين الأنواع المختلفة لمسكنات الألم تُعد غير كافيةٍ لتقديم توصيةٍ حول الأدوية المناسبة للاستخدام.

### إعادة التأهيل
يحتاجُ حوالي 40% من الأشخاص بعد المرحلة الحادة للمرض إلى إعادة تأهيلٍ مكثفةٍ بمساعدة فريقٍ متعدد الاختصاصات، وذلك للتركيز على تحسين أنشطة الحياة اليومية. على الرغم من أنَّ الدراسات حول هذا الموضوع محدودةٌ، إلا أنهُ يُرجح أنَّ إعادة التأهيل المكثفة تُساعد على تحسين الأعراض طويلة الأمد. قد يتضمن الفريق معالجًا فيزيائيًا، ومعالجًا وظيفيًا، وأخصائي اضطرابات لغة النطق، وأخصائي اجتماعي، وأخصائي نفسي، بالإضافة إلى الممرضين والعاملين الآخرين في مجال الصحة. يعمل الفريق عادةً تحت إشراف أخصائي أعصاب أو طبيب إعادة تأهيل، حيث يُوجههم نحو أهداف العلاج.
تُجرى عددٌ من تدخلات المعالجة الفيزيائية، وتتضمن تدريبات القوة والتحمل والمشي مع زيادةٍ تدريجيةٍ في الحركة والحفاظ على الوضعية والمحاذاة، بالإضافة إلى وظيفة المفصل. يهدف العلاج بالعمل إلى تحسين الوظيفة اليومية من خلال المهام المنزلية والمجتمعية، بالإضافة إلى العمل وقيادة المركبات. يمكن أيضًا إجراء تعديلاتٍ في المنزل للتناسب مع الفرد، وتقديم الأدوات المُساعدة في المشي، وتقويم العظام واستعمال الجبائر. قد تكون هناك حاجةٌ للتعامل مع إشكالات النطق واللغة في الأفراد الذين يعانون من مشاكل في النطق والبلع، بالإضافة لتقديم دعمٍ للتواصل في الأفراد الذين يحتاجون إلى دعمٍ تنفسيٍ مُستمر (غالبًا عبر ثقب القصبة الهوائية). كما يُمكن تقديم دعمٍ غذائي بواسطة الفريق وأخصائيي التغذية. قد يُقدم الأخصائيين النفسيين المشورة والدعم، كما قد تكون هناك حاجةٌ لإجراءاتٍ نفسية للتعامل مع القلق والخوف والاكتئاب.

## المآل
قد تؤدي متلازمة غيلان باريه إلى الوفاة نتيجةٍ لعددٍ من المضاعفات، والتي تشمل العداوى الشديدة، والجلطات الدموية، وتوقف القلب أحيانًا بسبب الاعتلال العصبي الذاتي، وحتى لو كانت الرعاية الصحية في أفضل حالاتها، إلا أنَّ هذه المضاعفات تحدث في حوالي 5% من الحالات.
يُوجد اختلافٌ في معدل ومدى الشفاء. يُحدَدُ مآل متلازمة غيلان باريه بشكلٍ رئيسي حسب العمر (فد تكون النتائج أسوأ في المُصابين الذين تزيد أعمارهم عن 40 عامًا) وشدة الأعراض بعد أسبوعين من الإصابة. تكون النتائج أيضًا سيئةً في الأشخاص الذين عانوا من إسهالٍ قبل ظهور المرض لديهم. وعلى مستوى دراسة توصيل العصب، فإنَّ وجود اعتراضٍ للتوصيل يُنبئ بنتيجةٍ أضعف خلال 6 أشهر. أما في الأشخاص الذين تلقوا الغلوبيولينات المناعية الوريدية، فإنَّ زيادةً قليلةً في الغلوبيولين المناعي ج في الدم بعد أسبوعين من تلقي العلاج، عادةً ما ترتبطُ بنتائج ضعيفة على مستوى الحركة خلال ستة أشهر، وذلك مقارنةً مع الذين زاد مستوى الغلوبيولين المناعي ج لديهم بشكلٍ كبير. إذا استمر المرض في التقدم لأكثر من أربعة أسابيع، أو كانت هناك تقلباتٌ عديدةٌ في شدته (أكثر من مرتين في ثمانية أسابيع)، فإنَّ التشخيص قد يكون اعتلال الأعصاب المتعدد الالتهابي المزمن المزيل للميالين، والذي يكون التعامل معه مختلفًا.
تعتمدُ الدراسات البحثية على تسجيل نتائج نوبات متلازمة غيلان باريه على مقياسٍ من 0 إلى 6، حيث: 0 صحةٌ جيدة، 1 أعراضٌ بسيطةٌ جدًا ولكن الحالة قادرةٌ على الركض، 2 قادرةٌ على المشي ولكن لا تستطيع الحالة الركض، 3 تحتاج الحالة إلى عصا أو طريقة دعمٍ أخرى، 4 متواجدةٌ فقط على السرير أو الكرسي، أما 5 فتتطلب دعمًا تنفسيًا طويل الأمد، و6 تُشير إلى الوفاة.
قد تتأثر جودة الحياة المُرتبطة بالصحة بشكلٍ كبيرٍ بعد نوبةٍ من متلازمة غيلان باريه. تُصبح حوالي خُمس الحالات غير قادرةٍ على المشي دون مساعدة بعد ستة أشهرٍ، ويُعاني الكثيرُ من ألمٍ مزمنٍ وإعياء وصعوبةٍ في العمل والتعليم وممارسة الهوايات والأنشطة الاجتماعية. ولكن تتحسن جودة الحياة المُرتبطة بالصحة بشكلٍ ملحوظٍ خلال السنة الأولى من الإصابة.

## الوبائية
تُقدر عدد النوبات الجديدة من متلازمة غيلان باريه في الدول الغربية ما بين 0.89-1.89 حالة لكل 100,000 شخص سنويًا. يُعتبر الأطفال والشباب أقل عرضةً للتأثر من كبار السن، حيثُ يزيد خطر الإصابة بنسبة 20% لكل عقد من العُمر. كما يُعد الرجال أكثر عرضةً للإصابة بالمتلازمة من النساء، حيثُ أنَّ الخطورة النسبية للرجال 1.78 مقارنةً بالنساء.
يختلف انتشار الأنواع الفرعية بين البلدان، حيثُ يُعاني 60-80% من مصابي متلازمة غيلان باريه في أوروبا والولايات المتحدة من النوع المزيل للميالين، ويؤثر نوع الاعتلال العصبي المحوري الحركي الحاد على عددٍ صغير فقطٍ (حوالي 6-7%). أما في آسيا وأمريكا الوسطى والجنوبية، فإنَّ هذه النسبة أعلى بكثيرٍ (حوالي 30-65%)، وقد يكون هذا مرتبطًا بالتعرض لأنواعٍ مختلفة من العداوى، بالإضافة أيضًا إلى الخصائص الجينية لتلك الفئة من السكان. يُعتقد أن نوع ميلر فيشر أكثر شيوعًا في جنوب شرق آسيا.

## التاريخ

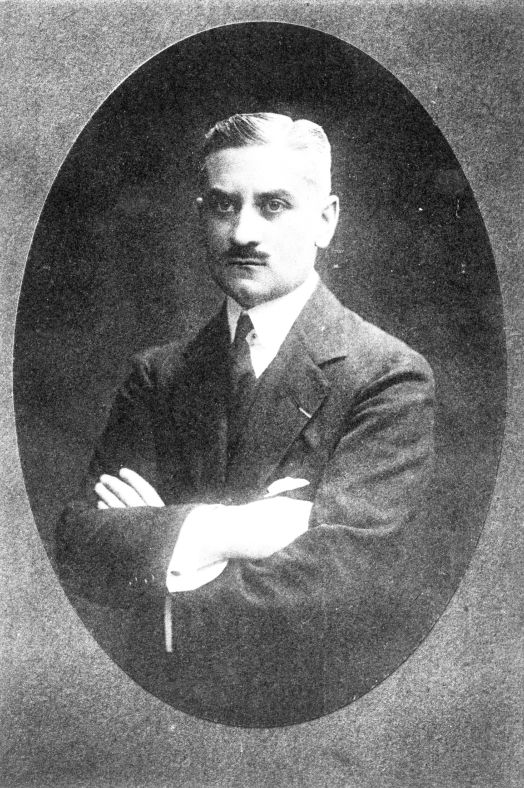
وصف جورج غيلان، بالتعاون مع جان باري وأندريه ستروهل، حالتين من الشلل الحاد المُحدد ذاتيًا مع التغيرات الغريبة في السائل الدماغي الشوكي. وكان جورج قد خلف معلمه بيير ماري أستاذًا لعلم الأعصاب في مستشفى سالبترير في باريس عام 1925.

وصف الطبيب الفرنسي جان بابتيست أوكتاف لاندري الاضطراب لأول مرةٍ في عام 1859. وفي عام 1916، شخَّص جورج غيلان وجان ألكسندر باريه وأندريه ستروهل جُنديين بالمرض، ووصفوا المُشكلة التشخيصية الأساسية (تفكك ألبوميني خلوي) في زيادة تركيز بروتين السائل الشوكي مع وجود عددٍ طبيعيٍ من الخلايا.
وصف طبيب الأعصاب الكندي تشارلز ميلر فيشر النوع الفرعي الذي يحمل اسمه في عام 1956. وصف طبيب الأعصاب البريطاني إدوين بيكرستاف، وكان مُقيمًا في برمنغهام، نوع التهاب جذع الدماغ في عام 1951 مع فيليب كلواك، كما قدم مساهماتٍ أُخرى في ورقةٍ بحثيةٍ عام 1957. وثق جورج غيلان بعض هذه السمات قبل وصفها الكامل في عام 1938. كما وُصفت أنواعٌ فرعيةٌ أُخرى منذ ذلك الحين، مثل النوع الذي يتضمن ترنحًا نقيًا والنوع المسبب للضعف البلعومي العنقي العضدي، أما النوع الفرعي المحوري فكان قد وصف لأول مرةٍ في تسعينات القرن العشرين.
طُورت معايير التشخيص في أواخر سبعينات القرن العشرين، وذلك بعد سلسلة الحالات المُرتبطة بالتطعيم ضد إنفلونزا الخنازير، ونُقحت هذه المعايير في عام 1990. أُدخلت تعديلاتٌ على تعريف الحالة بواسطة برايتون كولابوراشن بهدف ضمان سلامة اللقاحات في عام 2009، ولكنه مخصصٌ للأبحاث بشكلٍ أساسيٍ. استُخدم تبادل البلازما (استخراج البلازما) لأول مرةٍ في عام 1978 وتأكدت فائدته في دراساتٍ أكبر عام 1985. أما الغلوبولينات المناعية الوريدية أُدخلت في عام 1988، وقد أُثبتت فائدتها العلاجية مقارنةً مع استخراج البلازما ضمن دراساتٍ في أوائل تسعينات القرن العشرين.

## الأبحاث
تطورَ فهمُ الآلية المرضية لمتلازمة غيلان باريه في السنوات الأخيرة. كما إنَّ تطور علاجاتٍ جديدة للمتلازمة أصبح محدودًا منذ ظهور العلاج المناعي في ثمانينات وتسعينات القرن العشرين، وتهدف الأبحاث الحالية إلى تحديد ما إذا كان بعض الأشخاص الذين تلقوا الغلوبيولينات المناعية الوريدية ج قد يستفيدون من فترةٍ علاجية ثانيةٍ إذا أظهرت مستويات الأجسام المضادة المُقاسة بالدم بعد العلاج زيادةً صغيرةً فقط. لم تُثبت دراسات الأدوية المثبطة للمناعة موفيتيل الميكوفينولات وعامل التغذية العصبية المستمد من الدماغ وإنترفيرون بيتا (IFN-β) أي فائدةٍ لدعم استخدامها بشكلٍ واسعٍ في متلازمة غيلان باريه.
يُستخدم غالبًا نموذجٌ حيوانيٌ (التهاب الأعصاب المناعي التجريبي في الفئران) في الدراسات، وقد أظهرت بعض المواد مستقبلًا علاجيًا واعدًا، وتتضمن أسيتات الغلاتيرامر والكينبرامين والفاسوديل (مثبطٌ لإنزيم كيناز الرو)، ودواء القلب فليكاينيد. أظهر الجسم المضاد الموجه للجسم المضاد لمضاد الغانغليوزيد مضاد-GD3 فائدةً في الأبحاث المخبرية. نظرًا لدور النظام المتمم في متلازمة غيلان باريه، فقد اقتُرح أنَّ مثبطات المتمّمات (مثل دواء إيكوليزوماب) قد تكون فعالةً علاجيًا.

## الهوامش
- «1»: مُتَلاَزِمَة غيَّلان باريه[ar 1][ar 2][ar 3][ar 4] (بالفرنسية: Guillain–Barré syndrome) (اختصارًا GBS) والنُطق الصحيح لها هو مُتَلاَزِمَة غيَّان باريه،[ar 3][ar 4][ar 5] وتسمى أيضًا متلازمة غليان باريه.[ar 3][ar 6] أو متلازمة غيان وباريه[ar 7] ومن الأسماء الأخرى لهذه المتلازمة: متلازمة غيلان باريه ستروهل (نسبةً للطبيب أندريه ستروهل) (بالفرنسية: Guillain–Barré–Strohl syndrome) أو شلل لاندري[ar 8] (بالإنجليزية: Landry's paralysis) أو التهاب الأعصاب التالي للعدوى[ar 9] (بالإنجليزية: Postinfectious polyneuritis).

### باللغة الإنجليزية
1. ↑  Disease Ontology (بالإنجليزية), 27 May 2016, QID:Q5282129
2. 1 2 3 4 5 6 7 8 9 10 11 12 13 14 15 16 17 18  "Guillain–Barré Syndrome Fact Sheet". NIAMS. 1 يونيو 2016. مؤرشف من الأصل في 2016-08-05. اطلع عليه بتاريخ 2016-08-13.
3. 1 2 3 4 5 6 7  Ferri, Fred F. (2016). Ferri's Clinical Advisor 2017: 5 Books in 1 (بالإنجليزية). Elsevier Health Sciences. p. 529. ISBN:9780323448383. Archived from the original on 2016-08-21.
4. 1 2 3 4  Sejvar، James J.؛ Baughman، Andrew L.؛ Wise، Matthew؛ Morgan، Oliver W. (2011). "Population incidence of Guillain–Barré syndrome: a systematic review and meta-analysis". Neuroepidemiology. ج. 36 ع. 2: 123–133. DOI:10.1159/000324710. PMC:5703046. PMID:21422765.
5. ↑  van den Berg، Bianca؛ Walgaard، Christa؛ Drenthen، Judith؛ Fokke، Christiaan؛ Jacobs، Bart C.؛ van Doorn، Pieter A. (15 يوليو 2014). "Guillain–Barré syndrome: pathogenesis, diagnosis, treatment and prognosis". Nature Reviews Neurology. ج. 10 ع. 8: 469–482. DOI:10.1038/nrneurol.2014.121. PMID:25023340.
6. 1 2 3 4 5  van Doorn، Pieter A؛ Ruts، Liselotte؛ Jacobs، Bart C (أكتوبر 2008). "Clinical features, pathogenesis, and treatment of Guillain–Barré syndrome". The Lancet Neurology. ج. 7 ع. 10: 939–950. DOI:10.1016/S1474-4422(08)70215-1. PMID:18848313.
7. 1 2 3 4  Eldar AH، Chapman J (أبريل 2014). "Guillain Barré syndrome and other immune mediated neuropathies: diagnosis and classification". Autoimmunity Reviews. ج. 13 ع. 4–5: 525–30. DOI:10.1016/j.autrev.2014.01.033. PMID:24434363.
8. ↑  Willison، Hugh J؛ Jacobs، Bart C؛ van Doorn، Pieter A (مارس 2016). "Guillain–Barré syndrome". The Lancet. ج. 388 ع. Online first: 717–27. DOI:10.1016/S0140-6736(16)00339-1. PMID:26948435.
9. ↑  Yuki، Nobuhiro؛ Hartung، Hans-Peter (14 يونيو 2012). "Guillain–Barré Syndrome". New England Journal of Medicine. ج. 366 ع. 24: 2294–2304. DOI:10.1056/NEJMra1114525. PMID:22694000.
10. 1 2 3  Ryan، Monique M. (ديسمبر 2013). "Pediatric Guillain–Barré syndrome". Current Opinion in Pediatrics. ج. 25 ع. 6: 689–693. DOI:10.1097/MOP.0b013e328365ad3f. PMID:24240288.
11. ↑  Shahrizaila، N.؛ Yuki، N. (15 سبتمبر 2012). "Bickerstaff brainstem encephalitis and Fisher syndrome: anti-GQ1b antibody syndrome". Journal of Neurology, Neurosurgery & Psychiatry. ج. 84 ع. 5: 576–583. DOI:10.1136/jnnp-2012-302824. PMID:22984203.
12. 1 2 3 4 5  van Doorn PA، Kuitwaard K، Walgaard C، وآخرون (مايو 2010). "IVIG treatment and prognosis in Guillain–Barré syndrome". Journal of Clinical Immunology. 30 Suppl 1: S74–8. DOI:10.1007/s10875-010-9407-4. PMC:2883091. PMID:20396937.
13. ↑  Carod-Artal FJ، Wichmann O، Farrar J، Gascón J (سبتمبر 2013). "Neurological complications of dengue virus infection". The Lancet Neurology. ج. 12 ع. 9: 906–19. DOI:10.1016/S1474-4422(13)70150-9. PMID:23948177.
14. ↑  Kohl، Alain؛ Gatherer، Derek (18 ديسمبر 2015). "Zika virus: a previously slow pandemic spreads rapidly through the Americas" (PDF). Journal of General Virology. ج. 97 ع. 2: 269–73. DOI:10.1099/jgv.0.000381. PMID:26684466. مؤرشف من الأصل (PDF) في 2019-08-16.
15. ↑  Lehmann HC، Hartung HP، Kieseier BC، Hughes RA (سبتمبر 2010). "Guillain–Barré syndrome after exposure to influenza virus". The Lancet Infectious Diseases. ج. 10 ع. 9: 643–51. DOI:10.1016/S1473-3099(10)70140-7. PMID:20797646.
16. ↑  Rinaldi، Simon (يونيو 2013). "Update on Guillain–Barré syndrome". Journal of the Peripheral Nervous System. ج. 18 ع. 2: 99–112. DOI:10.1111/jns5.12020. PMID:23781958.
17. ↑  DeStefano، F؛ Bodenstab، HM؛ Offit، PA (فبراير 2019). "Principal Controversies in Vaccine Safety in the United States". Clinical Infectious Diseases. ج. 69 ع. 4: 726–731. DOI:10.1093/cid/ciz135. PMID:30753348.
18. ↑  "Vaccine Injury Table - HRSA" (PDF). HRSA. 22 مارس 2017. مؤرشف (PDF) من الأصل في 2020-06-29. اطلع عليه بتاريخ 2019-10-23.
19. ↑  "National Vaccine Injury Compensation Program". www.hrsa.gov (بالإنجليزية). 11 May 2017. Archived from the original on 2020-07-04. Retrieved 2019-10-24.
20. ↑  Díaz-Soto، S؛ Chavez، Karen؛ Chavez، Alex؛ Alanya، Joseff؛ Tirado-Hurtado، Indira (فبراير 2019). "Outbreak of Guillain-Barre syndrome in Peru". eNeurologicalSci. ج. 14: 89–90. DOI:10.1016/j.ensci.2019.02.001. PMC:6369118. PMID:30788441.
21. ↑  Toscano G، Palmerini F، Ravaglia S، Ruiz L، Invernizzi P، Cuzzoni MG، Franciotta D، Baldanti F، Daturi R، Postorino P، Cavallini A، Micieli G (2020). "Guillain-Barré Syndrome Associated with SARS-CoV-2". New England Journal of Medicine. DOI:10.1056/NEJMc2009191. PMC:7182017. PMID:32302082.
22. ↑  Zhao H، Shen D، Zhou H، Liu J، Chen S (2020). "Guillain-Barré syndrome associated with SARS-CoV-2 infection: causality or coincidence?". Lancet. Neurology. ج. 19 ع. 5: 383–384. DOI:10.1016/S1474-4422(20)30109-5. PMC:7176927. PMID:32246917.
23. ↑  Carod-Artal FJ (2020). "Neurological complications of coronavirus and COVID-19". Revista de Neurologia (بSpanish; Castilian). 70 (9): 311–322. DOI:10.33588/rn.7009.2020179. PMID:32329044.{{استشهاد بدورية محكمة}}:  صيانة الاستشهاد: لغة غير مدعومة (link)
24. 1 2  Kuwabara S، Yuki N (ديسمبر 2013). "Axonal Guillain–Barré syndrome: concepts and controversies". The Lancet Neurology. ج. 12 ع. 12: 1180–8. DOI:10.1016/S1474-4422(13)70215-1. PMID:24229616. S2CID:35101547.
25. ↑  Willison، Hugh J.؛ Goodyear، Carl S. (سبتمبر 2013). "Glycolipid antigens and autoantibodies in autoimmune neuropathies". Trends in Immunology. ج. 34 ع. 9: 453–459. DOI:10.1016/j.it.2013.05.001. PMID:23770405.
26. ↑  Spasovski G، Vanholder R، Allolio B، وآخرون (25 فبراير 2014). "Clinical practice guideline on diagnosis and treatment of hyponatraemia". European Journal of Endocrinology. ج. 170 ع. 3: G1–47. DOI:10.1530/EJE-13-1020. PMID:24569125.
27. ↑  Ropper، Allan H. (23 أبريل 1992). "Current Concepts - The Guillain–Barré Syndrome". New England Journal of Medicine. ج. 326 ع. 17: 1130–1136. DOI:10.1056/NEJM199204233261706. PMID:1552914.
28. 1 2 3  Uncini A، Kuwabara S (أغسطس 2012). "Electrodiagnostic criteria for Guillain–Barrè syndrome: a critical revision and the need for an update". Clinical Neurophysiology. ج. 123 ع. 8: 1487–95. DOI:10.1016/j.clinph.2012.01.025. PMID:22480600. S2CID:33276521.
29. ↑  Wakerley BR, Uncini A, Yuki N; GBS Classification Group (سبتمبر 2014). "Guillain–Barré and Miller Fisher syndromes – new diagnostic classification". Nature Reviews Neurology. ج. 10 ع. 9: 537–44. DOI:10.1038/nrneurol.2014.138. PMID:25072194. S2CID:205515884.{{استشهاد بدورية محكمة}}:  صيانة الاستشهاد: أسماء متعددة: قائمة المؤلفين (link)
30. ↑  Mori M، Kuwabara S، Yuki N (يناير 2012). "Fisher syndrome: clinical features, immunopathogenesis and management". Expert Rev Neurother. ج. 12 ع. 1: 39–51. DOI:10.1586/ern.11.182. PMID:22149656. S2CID:5597853.
31. ↑  Hughes، RA؛ Swan، AV؛ van Doorn، PA (19 سبتمبر 2014). "Intravenous immunoglobulin for Guillain–Barré syndrome". The Cochrane Database of Systematic Reviews. ج. 9 ع. 9: CD002063. DOI:10.1002/14651858.CD002063.pub6. PMC:6781841. PMID:25238327.
32. 1 2  Hughes RA، Wijdicks EF، Barohn R، Benson E، Cornblath DR، Hahn AF، Meythaler JM، Miller RG، Sladky JT، Stevens JC (سبتمبر 2003). "Practice parameter: immunotherapy for Guillain–Barré syndrome: report of the Quality Standards Subcommittee of the American Academy of Neurology". Neurology. ج. 61 ع. 6: 736–40. DOI:10.1212/WNL.61.6.736. PMID:14504313.
33. ↑  Dantal J (أكتوبر 2013). "Intravenous immunoglobulins: in-depth review of excipients and acute kidney injury risk". American Journal of Nephrology. ج. 38 ع. 4: 275–84. DOI:10.1159/000354893. PMID:24051350.
34. ↑  Hughes، RA؛ van Doorn، PA (15 أغسطس 2012). "Corticosteroids for Guillain–Barré syndrome". The Cochrane Database of Systematic Reviews. ج. 8 ع. 8: CD001446. DOI:10.1002/14651858.CD001446.pub4. PMID:22895921.
35. ↑  Dimachkie MM، Barohn RJ (مايو 2013). "Guillain–Barré syndrome and variants". Neurology Clinics. ج. 31 ع. 2: 491–510. DOI:10.1016/j.ncl.2013.01.005. PMC:3939842. PMID:23642721.
36. ↑  Liu، J؛ Wang، LN؛ McNicol، ED (20 أكتوبر 2013). "Pharmacological treatment for pain in Guillain–Barré syndrome". The Cochrane Database of Systematic Reviews. ج. 10 ع. 10: CD009950. DOI:10.1002/14651858.CD009950.pub2. PMID:24142399.
37. ↑  Khan، F.؛ Amatya، B. (سبتمبر 2012). "Rehabilitation interventions in patients with acute demyelinating inflammatory polyneuropathy: a systematic review". European Journal of Physical and Rehabilitation Medicine. ج. 48 ع. 3: 507–22. PMID:22820829. مؤرشف من الأصل في 2015-08-26. اطلع عليه بتاريخ 2020-06-28.
38. ↑  Khan، F؛ Ng، L؛ Amatya، B؛ Brand، C؛ Turner-Stokes، L (6 أكتوبر 2010). "Multidisciplinary care for Guillain–Barré syndrome". The Cochrane Database of Systematic Reviews ع. 10: CD008505. DOI:10.1002/14651858.CD008505.pub2. PMID:20927774.
39. ↑  Hughes RA، Swan AV، Raphaël JC، Annane D، van Koningsveld R، van Doorn PA (سبتمبر 2007). "Immunotherapy for Guillain–Barré syndrome: a systematic review". Brain. ج. 130 ع. Pt 9: 2245–57. DOI:10.1093/brain/awm004. PMID:17337484. مؤرشف من الأصل في 2014-10-29.
40. 1 2  Darweesh، Sirwan K. L.؛ Polinder، Suzanne؛ Mulder، Maxim J. H. L.؛ Baena، Cristina P.؛ van Leeuwen، Nikki؛ Franco، Oscar H.؛ Jacobs، Bart C.؛ van Doorn، Pieter A. (مارس 2014). "Health-related quality of life in Guillain–Barré syndrome patients: a systematic review". Journal of the Peripheral Nervous System. ج. 19 ع. 1: 24–35. DOI:10.1111/jns5.12051. PMID:24456426.
41. ↑  Goetz، C. G. (1 مايو 1998). "Georges Guillain's neurologic exploration of America". Neurology. ج. 50 ع. 5: 1451–1455. DOI:10.1212/WNL.50.5.1451. PMID:9596004. S2CID:823333.
42. ↑  Landry، Jean-Baptiste (1859). "Note sur la paralysie ascendante aiguë". Gazette Hebdomadaire de Médecine et de Chirurgie. ج. 6: 472–474, 486–488. مؤرشف من الأصل في 2017-02-27.
43. ↑  Guillain، G.؛ Barré، J.؛ Strohl، A. (1916). "Sur un syndrome de radiculonévrite avec hyperalbuminose du liquide céphalo-rachidien sans réaction cellulaire. Remarques sur les caractères cliniques et graphiques des réflexes tendineux". Bulletins et Mémoires de la Société des Médecins des Hôpitaux de Paris. ج. 40: 1462–70.
44. ↑  Fisher M (1956). "An unusual variant of acute idiopathic polyneuritis (syndrome of ophthalmolplegia, ataxia and areflexia)". N. Engl. J. Med. ج. 255 ع. 2: 57–65. DOI:10.1056/NEJM195607122550201. PMID:13334797.
45. ↑  Bickerstaff، E.R.؛ Cloake، P.C. (14 يوليو 1951). "Mesencephalitis and rhombencephalitis". British Medical Journal. ج. 2 ع. 4723: 77–81. DOI:10.1136/bmj.2.4723.77. PMC:2069534. PMID:14848512.
46. ↑  Bickerstaff، E.R. (15 يونيو 1957). "Brain-stem encephalitis; further observations on a grave syndrome with benign prognosis". British Medical Journal. ج. 1 ع. 5032: 1384–7. DOI:10.1136/bmj.1.5032.1384. PMC:1973653. PMID:13436795.
47. ↑  Asbury، Arthur K.؛ Cornblath، David R. (1990). "Assessment of current diagnostic criteria for Guillain–Barré syndrome". Annals of Neurology. 27 Suppl: S21–4. DOI:10.1002/ana.410270707. PMID:2194422.
48. ↑  Sejvar، James J.؛ Kohl، Katrin S.؛ Gidudu، Jane؛ Amato، Anthony؛ Bakshi، Nandini؛ Baxter، Roger؛ Burwen، Dale R.؛ Cornblath، David R.؛ Cleerbout، Jan؛ Edwards، Kathryn M.؛ Heininger، Ulrich؛ Hughes، Richard؛ Khuri-Bulos، Najwa؛ Korinthenberg، Rudolf؛ Law، Barbara J.؛ Munro، Ursula؛ Maltezou، Helena C.؛ Nell، Patricia؛ Oleske، James؛ Sparks، Robert؛ Velentgas، Priscilla؛ Vermeer، Patricia؛ Wiznitzer، Max (يناير 2011). "Guillain–Barré syndrome and Fisher syndrome: Case definitions and guidelines for collection, analysis, and presentation of immunization safety data". Vaccine. ج. 29 ع. 3: 599–612. DOI:10.1016/j.vaccine.2010.06.003. PMID:20600491. مؤرشف من الأصل في 2020-06-30.
49. ↑  Walgaard، Christa؛ Jacobs، Bart C؛ van Doorn، Pieter A (مارس 2011). "Emerging drugs for Guillain–Barré syndrome". Expert Opinion on Emerging Drugs. ج. 16 ع. 1: 105–120. DOI:10.1517/14728214.2011.531699. PMID:21352072. S2CID:3162151.

### باللغة العربيَّة
1. ↑  فريق عمل مايو كلينك. "متلازمة غيلان باريه- الأعراض والأسباب". مايو كلينك. مؤرشف من الأصل في 5 يوليو 2020م. اطلع عليه بتاريخ 5 يوليو 2020م. {{استشهاد ويب}}: تحقق من التاريخ في: |تاريخ الوصول= و|تاريخ أرشيف= (مساعدة)
2. ↑  الأتاسي، مُحمد إبراهيم (2014م). مِن تاريخ طب النَّفس والأعصَّاب عِند العَرب والمُسلمين (إلى أمَّةٍ تهافتت على قَهرها الأمم) (ط. الأولى). بيروت - لبنان: دار الكتب العلمية. ص. 274. ISBN:9782745183576. مؤرشف من الأصل في 5 يوليو 2020. اطلع عليه بتاريخ 5 يوليو 2020م. {{استشهاد بكتاب}}: تحقق من التاريخ في: |تاريخ الوصول= و|سنة= (مساعدة)
3. 1 2 3  "ترجمة (Guillain–Barré syndrome) في القاموس". موقع القاموس. مؤرشف من الأصل في 2020-07-05. اطلع عليه بتاريخ 2020-07-05.
4. 1 2  "ترجمة (guillain barre syndrome) في قاموس المعاني". قاموس المعاني. مؤرشف من الأصل في 2020-07-05. اطلع عليه بتاريخ 2020-07-05.
5. ↑  "ترجمة (Guillain - Barré syndrome) في المعجم الطبي الموحد". مكتبة لبنان ناشرون. مؤرشف من الأصل في 2020-07-05. اطلع عليه بتاريخ 2020-07-05.
6. ↑  "ترجمة (Guillain - Barré syndrome) في معجم مرعشي الطبي الكبير". مكتبة لبنان ناشرون. مؤرشف من الأصل في 2020-07-05. اطلع عليه بتاريخ 2020-07-05.
7. ↑  "ترجمة (Guillain - Barré syndrome) في القاموس الطبي". مكتبة لبنان ناشرون. مؤرشف من الأصل في 2020-07-05. اطلع عليه بتاريخ 2020-07-05.
8. ↑  "ترجمة (Landry's paralysis) في القاموس". موقع القاموس. مؤرشف من الأصل في 2020-07-05. اطلع عليه بتاريخ 2020-07-05.
9. ↑  "ترجمة (Postinfectious polyneuritis) في القاموس". موقع القاموس. مؤرشف من الأصل في 2020-07-05. اطلع عليه بتاريخ 2020-07-05.

### قراءة موسعة
- Steinberg، Gareth J.؛ Joel S. Parry (2006). Guillain–Barré syndrome: from diagnosis to recovery. New York, N.Y.: Demos; ANN Press (American Academy of Neurology). ISBN:9781932603569.

## وصلات خارجية
- متلازمة غيلان باريه على مشروع الدليل المفتوح